# Échauffour

Échauffour este o comună în departamentul Orne, Franța. În 1 ianuarie 2022 avea o populație de 730 de locuitori.